# Đăk Ui
Đăk Ui là một xã thuộc huyện Đăk Hà, tỉnh Kon Tum, Việt Nam.
Xã Đăk Ui có diện tích 134,80 km², dân số năm 2019 là 5.832 người, mật độ dân số đạt 43 người/km².